# Nudelbach (Umlach)
Der Nudelbach ist ein linker Zufluss der Umlach in Baden-Württemberg.

## Lage
Der Nudelbach liegt in Oberschwaben, auf dem Gemeindegebiet von Eberhardzell im Landkreis Biberach.
Sein Unterlauf erstreckt sich zwischen der Wohnbebauung des Weilers Kappel und dem dortigen Holzwerk, an das er in diesem Bereich direkt angrenzt. Der Nudelbach befindet sich zudem etwa 500 Meter südwestlich von Eberhardzell und rund 1,5 Kilometer nördlich von Mühlhausen.
Geografisch ist der Nudelbach Teil des Naturraums Riß-Aitrach-Platten (Naturraum-Nr. 41), welcher zu der Großlandschaft Donau-Iller-Lech-Platte gehört.

## Verlauf
Der Nudelbach entspringt an der Ostecke des Gewann Kappeler Stumpen. Von seiner Quelle aus verläuft er zunächst in einem Bogen in nordöstlicher Richtung durch die Kappeler Stumpen, dann überquert anschließend die Kreisstraße K 7569 sowie den dortigen Fahrradweg und knickt anschließend scharf nach Norden ab. Der Bach fließt nun entlang des Nord- und Westrandes des Holzwerks, dessen Bebauung er folgt. Schließlich mündet der Nudelbach etwa 160 Meter nördlich des Holzwerks und 200 Meter westlich der Einöde Stefanshof in die Umlach.